# 1844 en France
Chronologie de la France
- 1840
- 1841
- 1842
- 1843
- 1844
- 1845
- 1846
- 1847
- 1848

Cette page concerne l'année 1844 du calendrier grégorien.

## Événements

### Janvier
- 15 janvier : inauguration de la Fontaine Molière rue Richelieu à Paris[1].
- 29 janvier : mort de l'infante Carlotta sœur et néanmoins ennemie de la reine Marie-Christine (mère d'Isabelle II) d'une « rougeole rentrée »[2]. Sa mort facilite les mariages espagnols. Guizot : « Par là disparaissait le principal obstacle que la haine passionnée de cette princesse pour sa sœur suscitait aux chances matrimoniales des ducs de Cadix et de Séville, ses fils (avec Isabelle II) [...] En m'annonçant la mort de l'infante dona Carlotta, M. Bresson me  disait : « Plus on réfléchit sur cette mort, plus elle frappe comme un grand événement. L'esprit d'intrigue de cette princesse, son activité, son audace nous préparaient plus d'un embarras dans la question du mariage. Il est difficile d'être moins regrettée qu'elle ne l'est. Cette branche de la maison royale n'aura plus d'autre importance que celle qu'il plaira à la reine Christine de lui octroyer. »[3]

### Février
- 2 février : le ministre de l'Instruction publique Villemain présente un projet de loi sur la réforme de l’enseignement secondaire à la Chambre des pairs avant de le transmettre à la Chambre des députés. Accordant sous certaines conditions la liberté de l'enseignement secondaire, il rencontre une hostilité quasi-générale[4].
- 8 février : remise des prix aux lauréats du premier Concours général d'animaux gras, ancêtre du concours agricole[5]. Il se tient tous les ans à Poissy jusqu'à son transfert au marché aux bestiaux de la Villette en 1868.
- 15 février : à l'appel général, la reine Marie-Christine part de Paris rejoindre sa fille la reine Isabelle II. Elle franchit la frontière le 28 février, fait son entrée à Barcelone le 4 mars et arrive à Madrid le 23 mars[6].
- 25 février : parution du premier et unique numéro des Annales franco-allemandes, journal publié par Karl Marx et Arnold Ruge, réfugiés à Paris[7].

### Mars
- 3 mars : affaire Pritchard à Tahiti. George Pritchard, consul de Grande-Bretagne, est expulsé sur ordre du capitaine d'Aubigny[8].
- 16 mars : ouverture du Musée des Thermes et de l'Hôtel de Cluny constitué par les collections d'objets d'art du Moyen Âge et de la Renaissance d'Alexandre Du Sommerard acquises par l’État le 24 juillet 1843[9].
- 17 mars : Rapport sur le pays de Galam, de Boundou et le Bambouk adressé par Raffenel au gouverneur du Sénégal à l'issue de son expédition organisée par Bouet-Willaumez[10].
- 21 mars : une insurrection éclate au fort de Taravao. Début de la guerre franco-tahitienne (fin en 1846)[11].

### Avril
- 1er avril-15 mai : grève des mineurs de Rive-de-Gier en riposte à une coalition patronale qui tend à réduire les salaires et à prolonger le temps de travail[12]. Le 5 avril, trois ou quatre cents grévistes tendent une embuscade aux troupes qui encadraient le transfert de dix-sept mineurs prévenus vers Saint-Étienne. Ils tentent de les délivrer en lançant des pierres aux soldats, qui ouvrent le feu. Cinq hommes sont touchés, dont un jeune ouvrier de 18 ans qui est tué[13]. Aucune des revendications des grévistes (salaires, conditions de travail, caisse de secours indépendante des exploitants) n'aboutit à l'issue de la grève. Seule une petite compagnie accorde une augmentation de salaire[12].

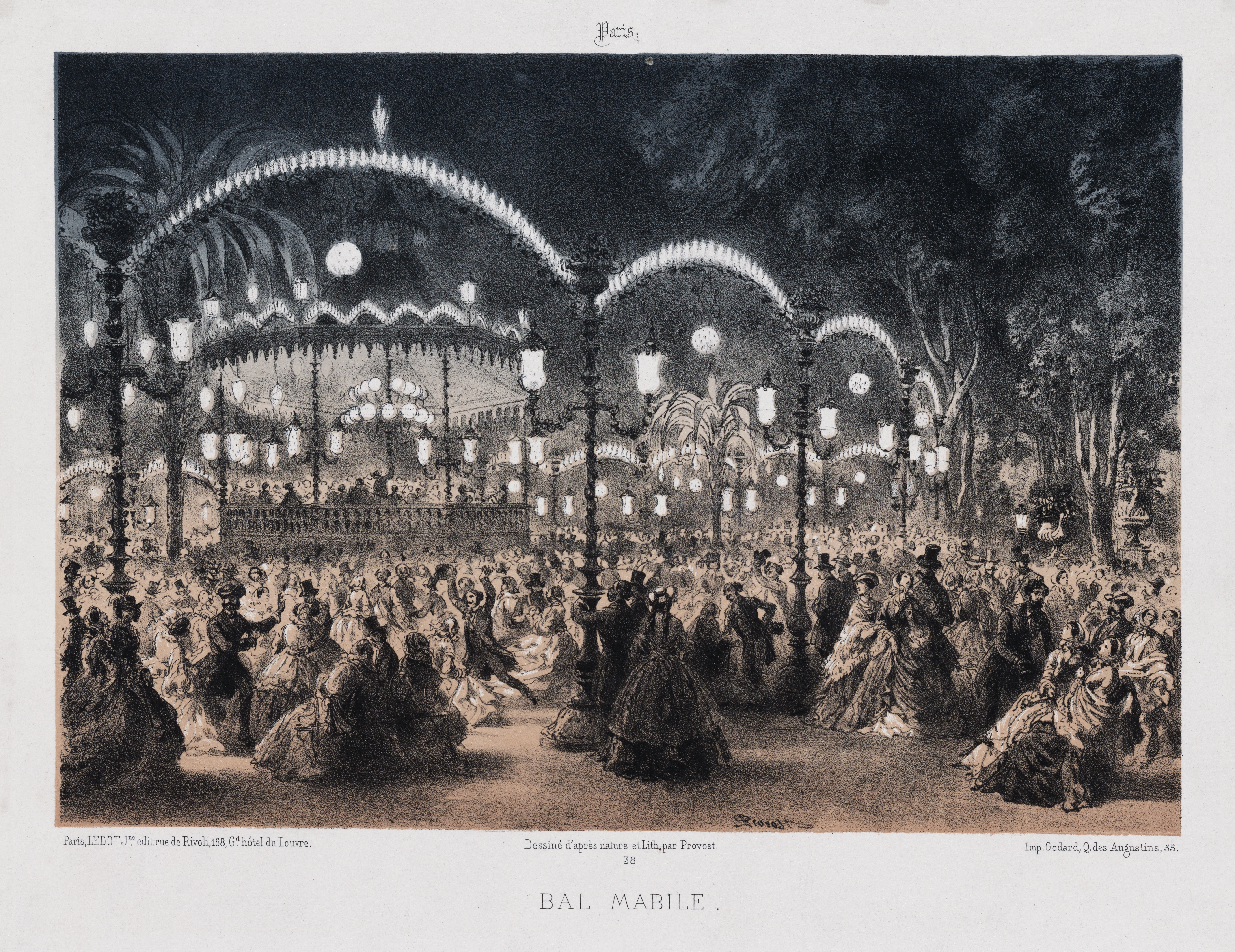
Le bal Mabille en 1850.

- 20 avril : le bal Mabille ouvre avenue Montaigne à Paris après sa rénovation[14]. Il devient le lieu à la mode des Parisiens et le temple de la danse à la mode, la polka.
- 28 avril, Japon : intervention de navires français commandés par Fornier-Duplan dans les Ryūkyū sous le prétexte de porter secours à des naufragés. Le missionnaire Théodore-Augustin Forcade débarque à Naha pour apprendre la langue (fin en 1846)[15].

### Mai

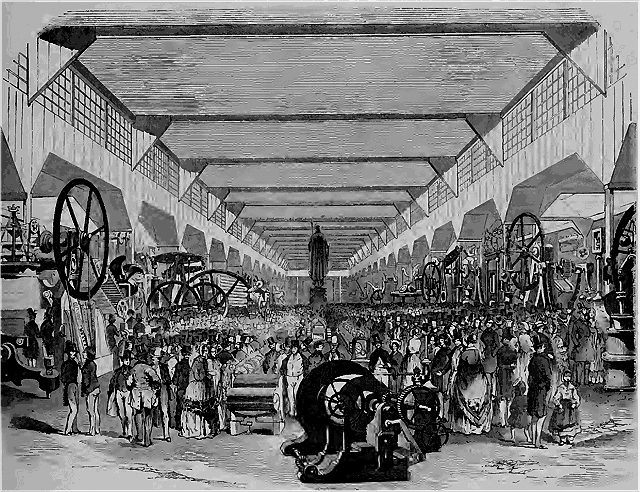
La salle des machines à l'exposition des produits de l'industrie.

- 1er mai-30 juin : exposition des produits de l'industrie française dans le grand carré des jeux des Champs-Élysées[16].
- 3 mai : loi sur la chasse, instaurant un permis[17]. La chasse avec des lévriers est interdite[18].
- 30 mai : des troupes marocaines attaquent les troupes françaises basées dans l’Oranais et sont repoussées par le général Lamoricière[19].

### Juin
- 3 juin : mort du duc d'Angoulême, fils aîné de Charles X. Le comte de Chambord prétend officiellement à la Couronne de France sous le nom d'Henri V[20].
- 11 juin : enfumades des Sbéhas, asphyxiés dans les grottes où ils se sont réfugiés sur ordre du général Cavaignac[21].
- 15 juin : nouvelle attaque marocaine en Algérie[22].
- 29 juin : le journal Le Commerce, titre spécialisé dans les informations commerciales ou industrielles, est repris par une société d'exploitation où figurent six députés d'opposition, dont Corcelle et Tocqueville. Le 24 juillet, un manifeste présente la ligne éditoriale du titre qui veut représenter le « grand parti national qui n'a cessé de travailler […] à constituer parmi nous la liberté politique et l'égalité devant la loi »[23].

### Juillet
- 3 juillet : troisième attaque marocaine en Algérie[24].
- 5 juillet : loi sur les brevets d'invention[25].
- 7 juillet : loi d'établissement du chemin de fer de Montpellier à Nîmes[26].
- 26 juillet :
  - loi d'établissement du chemin de fer de Paris à la frontière d'Espagne (entre Tours et Bordeaux)[26].
  - loi d'établissement du chemin de fer de Paris à la Méditerranée par Lyon (entre Paris et Dijon, Chalon et Lyon)[26].
  - loi d'établissement du chemin de fer de Paris sur l'Océan (par Tours et Nantes)[26].
  - loi d'établissement du chemin de fer de Paris sur l'Ouest de la France (par Chartres, Laval et Rennes)[26].
  - loi d'établissement du chemin de fer de Paris sur l'Angleterre et la frontière de Belgique (par Calais, Dunkerque et Boulogne)[26].
  - loi d'établissement du chemin de fer d'Orléans à Vierzon et de Vierzon à Bourges[26].
  - loi d'établissement du chemin de fer de Paris sur le centre de la France vers Châteauroux et Limoges (par Bourges et Clermont)[26].

### Août
- 2 août : loi d'établissement du chemin de fer de Paris sur la frontière d'Allemagne, par Nancy et Strasbourg[26].
- 3 août : loi qui accorde, à la veuve et aux enfants des auteurs d'ouvrages représentés sur un théâtre, le droit garanti par le décret du 5 février 1810 à la veuve et aux enfants des auteurs d'écrits imprimés[27].
- 5 août : loi d’établissement du chemin de fer de Paris à Sceaux ; clôture de la session parlementaire[26].

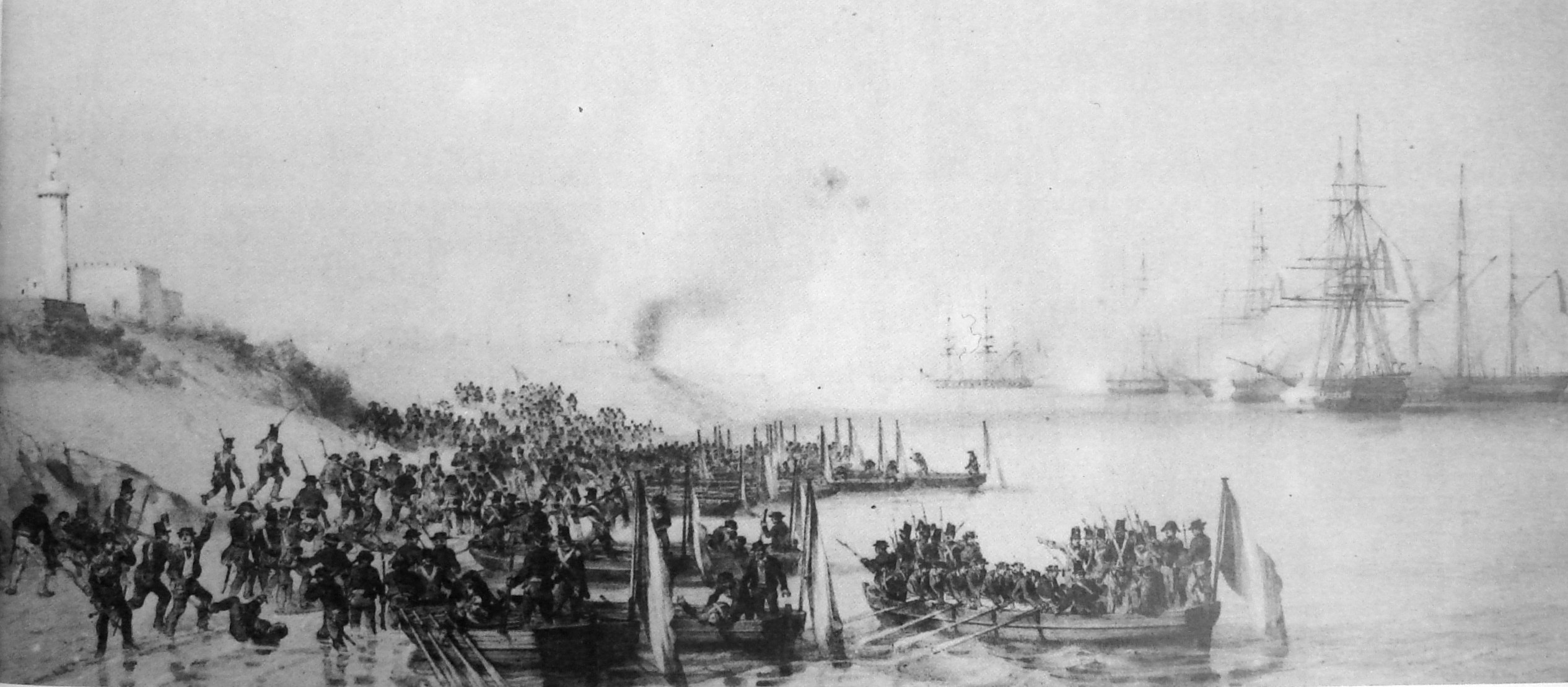
Les troupes françaises débarquent sur l'île de Mogador.

- 6 août : début de la guerre du Maroc. Bombardement de Tanger par l’escadre du prince de Joinville[28].
- 14 août : bataille d’Isly. Victoire de Bugeaud sur les Marocains sur l’oued Isly[28].
- 15 - 16 août : Joinville bombarde Mogador et le sultan demande la paix[19].

### Septembre
- 10 septembre : traité de Tanger entre la France et le sultan du Maroc ; la France renonce à intervenir au Maroc et le sultan s’interdit de soutenir Abd el-Kader en Algérie[28].

### Octobre
- 4 octobre : ordonnance réglant le droit de propriété en Algérie et autorisant les expropriations des indigènes[26].

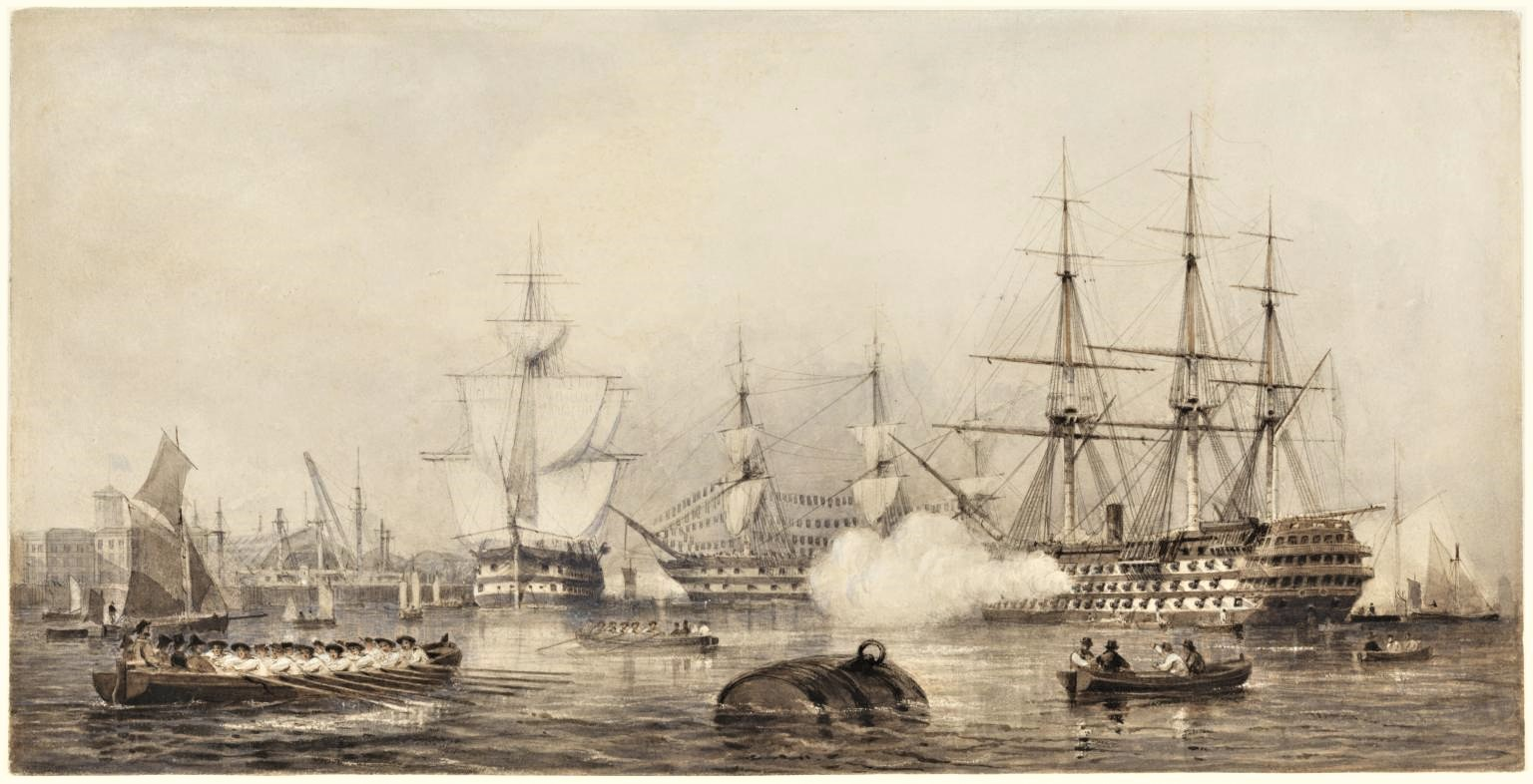
Louis Philippe, roi des Français, arrivant à Portsmouth en 1844 - William Joy et John Cantiloe Joy

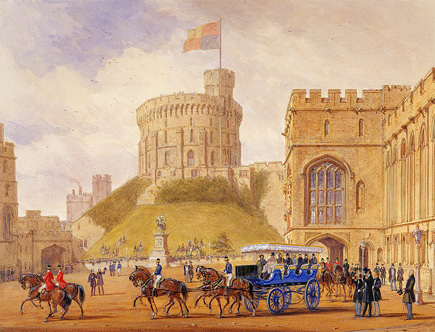
Visite du roi Louis-Philippe et la reine Marie-Amélie au château de Windsor en 1844. Illustration de Joseph Nash.

- 8 - 14 octobre : voyage officiel de Louis-Philippe Ier en Grande-Bretagne. Il part du Tréport le 7 octobre et arrive à Portsmouth le lendemain. Il est reçu à Windsor par la reine Victoria. Le 9, il est investi en qualité de chevalier de l'ordre de la Jarretière. Le 15 octobre Louis-Philippe rentre à Calais par Douvres[29].
- 21 octobre : inauguration de l'église Saint-Vincent-de-Paul de Paris dont la construction a débuté en 1824[30].
- 22 octobre : une tornade dévaste le centre de Sète ; 20 personnes sont tuées, six navires coulés, de très nombreux autres endommagés ou détruits, 200 maisons écroulées, lézardées ou endommagées, le pavillon du Génie renversé  ainsi que deux maisons voisines ; le clocher en construction de l'église écroulé ; une maison de quatre étages rasée, des centaines d'arbres (chênes, oliviers) déracinés ou brisés[31].
- 24 octobre : traité de commerce de Huangpu entre la France et la Chine (Théodore de Lagrené) : extraterritorialité pour les étrangers et interdiction aux fonctionnaires chinois d’intervenir dans leur commerce[32].

### Novembre
- 14 novembre : création à Chaillot par Jean-Baptiste Marbeau de la première crèche[33].
- 17 novembre : traité d’amitié et de commerce conclu à Zanzibar entre la France et les États de Mascate[34].
- 25 novembre : mariage à Naples du duc d'Aumale avec Marie-Caroline de Bourbon-Siciles[35].
- 26 novembre : François Guizot évoque dans une lettre à l'ambassadeur du roi à Madrid Bresson l'hypothèse de marier le duc de Montpensier avec l'infante doña Fernanda[36].
- 29 novembre - 12 décembre : Le Commerce publie une série d'articles polémiques en faveur d'une large liberté d'enseignement, qu'on peut attribuer à Alexis de Tocqueville. Celui-ci est attaqué à la fois par les ultramontains comme Veuillot et par la gauche anticléricale du Siècle. Il se brouille avec son ami Gustave de Beaumont qui reste lié au Siècle.

### Décembre
- 26 décembre : ouverture de la session parlementaire de 1845[37].
- 29 décembre : ordonnance de création d'un Conseil des prud'hommes pour les industries métallurgiques à Paris[38]. Il est installé le 11 mars 1845 au Palais de justice[39].
- 30 décembre : démission de Villemain de son poste de ministre de l'Instruction publique à la suite d'une tentative de suicide[40]. Il est interné à Bicêtre mais sa crise ne dure pas et il reparait en public à l'Académie française le 27 février 1845[4]. Salvandy le remplace[41].